# Pseudanisentomon songkiangense
Pseudanisentomon songkiangense är en urinsektsart som först beskrevs av Yin 1977.  Pseudanisentomon songkiangense ingår i släktet Pseudanisentomon och familjen trakétrevfotingar. Inga underarter finns listade i Catalogue of Life.